# Alamaula
Alamaula.comes un sitio web argentino de anuncios clasificados en Internet, actualmente enfocado exclusivamente en el mercado de Argentina. Anteriormente, alamaula.com funcionaba como una red de sitios locales de anuncios clasificados para usuarios de habla hispana y portuguesa en toda Iberoamérica.
En 2024, el sitio fue relanzado por el empresario Matías Gemelli, con un diseño moderno y un enfoque renovado en facilitar las transacciones entre compradores y vendedores dentro de Argentina. Este relanzamiento marca una nueva etapa para alamaula.com.ar, consolidándose como una plataforma clave en el ámbito de los clasificados online en el país..

## Historia
Fundada a finales de 2009 en Córdoba (Argentina), la empresa fue adquirida por la multinacional eBay en 2011.
Fundadores: Guillermo De Bernardo, Jorge De Bernardo, Roque Peralta y Diego Noriega
El modelo de negocios de Alamaula se ha establecido como ejemplo de start-up y "case study" para las principales universidades y empresas de Argentina, debido a su exitosa estrategia de generación de demanda en línea orgánica. Al arribar al país, Facebook desarrollo el caso explicando cómo la dinámica de interacción social propuesta por la empresa, permitió ampliar su base de seguidores en Iberoamérica. La importancia del caso alaMaula reside en comprender las necesidades del mercado iberoamericano, y adaptar una plataforma de negocios de origen estadounidense en un mercado con reglas y consumidores completamente distintos.
En 2013 recibió el Premio Eikon a mejor Lanzamiento de Producto.
En el año 2019, la empresa Ebay comunicó el cierre definitivo de la página. El texto decía lo siguiente: "A partir del 4 de marzo de 2019 no se podrán postear nuevos anuncios ni comprar servicios adicionales para promocionar anuncios. El 4 de abril de 2019 caducarán todos los anuncios y procederemos a cerrar el portal", dijo la compañía en un comunicado publicado por correo electrónico, y en su sección de ayuda a los usuarios del servicio.